# Hanzel und Gretyl
Gli Hanzel und Gretyl sono un gruppo industrial, ebm, darkwave statunitense formatosi nel 1993 a New York.

## Storia
Il gruppo nasce dall'incontro di Loopy e Vas Kallas, i due condividono una stessa idea del futuro caratterizzata dalla meccanicizzazione della società, decidono quindi di trasportare la loro visione in musica.
Decidono di cantare per lo più in inglese accostato ad un discreto utilizzo della lingua tedesca, nel 1994 registrano una demo intitolata Kindermuzik grazie alla quale verranno contattati dalla Energy Records una piccola etichetta di New York. Nel 1995 registrano il primo album ufficiale Ausgeflippt che riceve una buona risposta dalla critica.
Nel 1997 esce il secondo disco Transimissions From Uranus con cui acquistano un discreto successo ed iniziano a suonare assieme a band di successo come Rammstein, Marilyn Manson, Ministry e Slipknot.
Con l'uscita nel 2003 del terzo album Über Alles una parodia dei regimi totalitari con particolare riferimento al Nazismo le musiche diventano più marcatamente industrial con ritmi militareggianti ed un uso aggressivo della chitarra, i testi inoltre contengono molte più parole tedesche (per questo sono spesso scambiati per una band tedesca).
Sempre per la Metropolis con cui avevano pubblicato "Über Alles" seguono Scheissmessiah! e Oktötenfest 2006.

## Formazione
- Vas Kallas - voce, chitarra
- Kaizer Von Loopy - voce, chitarra
- Jon Osterman - batteria

## Discografia

### Album in studio
- 1995 - Ausgeflippt
- 1997 - Transmissions From Uranus
- 2003 - Über Alles
- 2004 - Scheissmessiah!
- 2008 - 2012: Zwanzig Zwölf
- 2012 - Born To Be Heiled
- 2014 - Black Forest Metal

### EP
- 1995 - Shine 2001
- 1997 - Take Me to Your Leader
- 2006 - Oktötenfest 2006

### Demo
- 1994 - Kindermuzik